# Prise d'eau

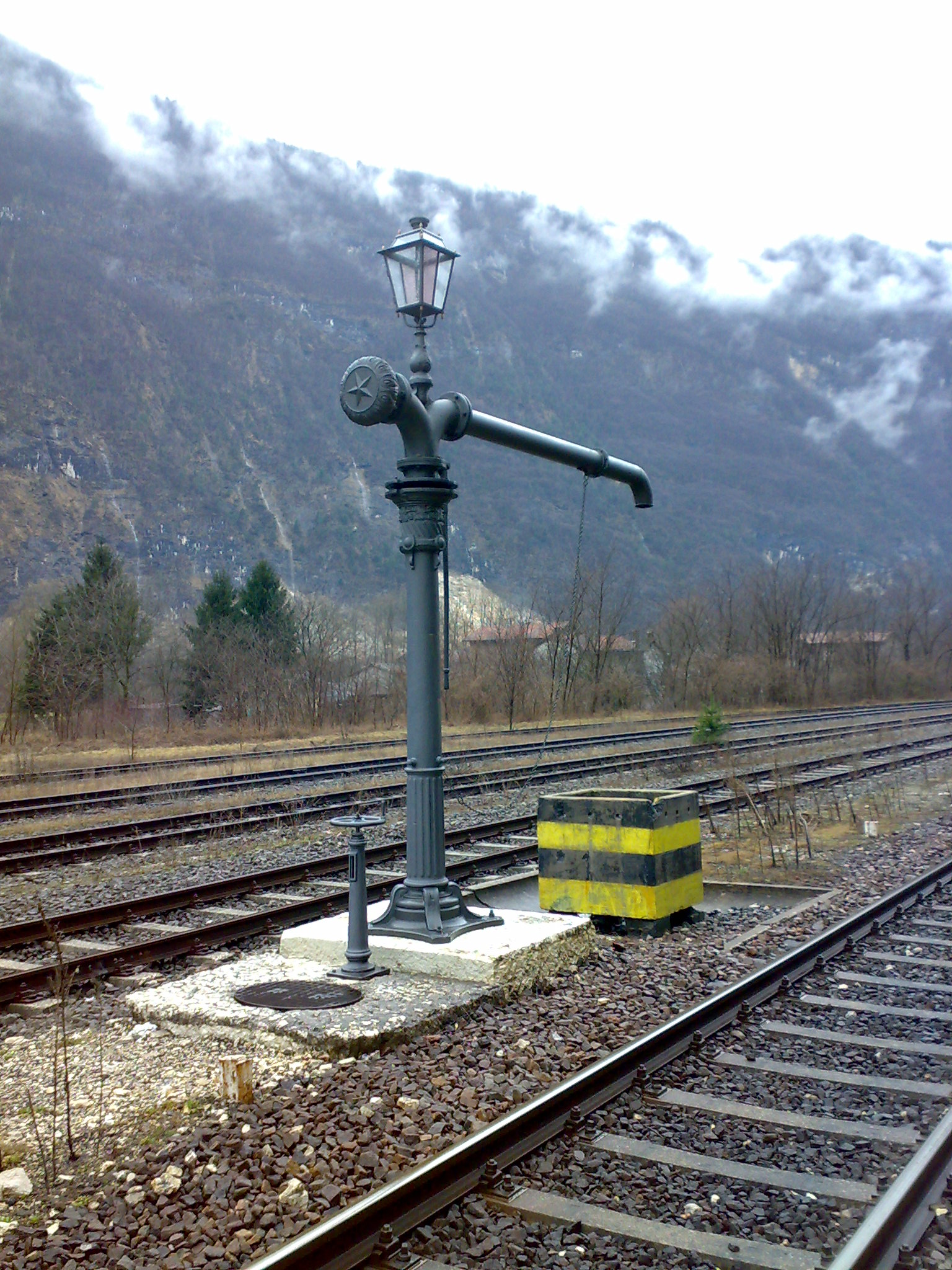
Prise d'eau à la gare de Primolano en Italie.

Une prise d'eau, grue à eau, colonne à eau ou manche à eau est un élément utilisé pour fournir un grand volume d'eau dans le réservoir d'une locomotive-tender ou dans un tender d'une locomotive à vapeur,, Elle est aussi parfois dénommée colonne à eau aux États-Unis et souvent grue hydraulique en Belgique. Comme les locomotives à vapeur consomment de grandes quantités d'eau, les prises d'eau étaient une partie vitale de l'équipement des gares ferroviaires, souvent placées en fin de quai. Ainsi, l'eau pouvait être réapprovisionnée durant l'arrêt à la station.

## Description

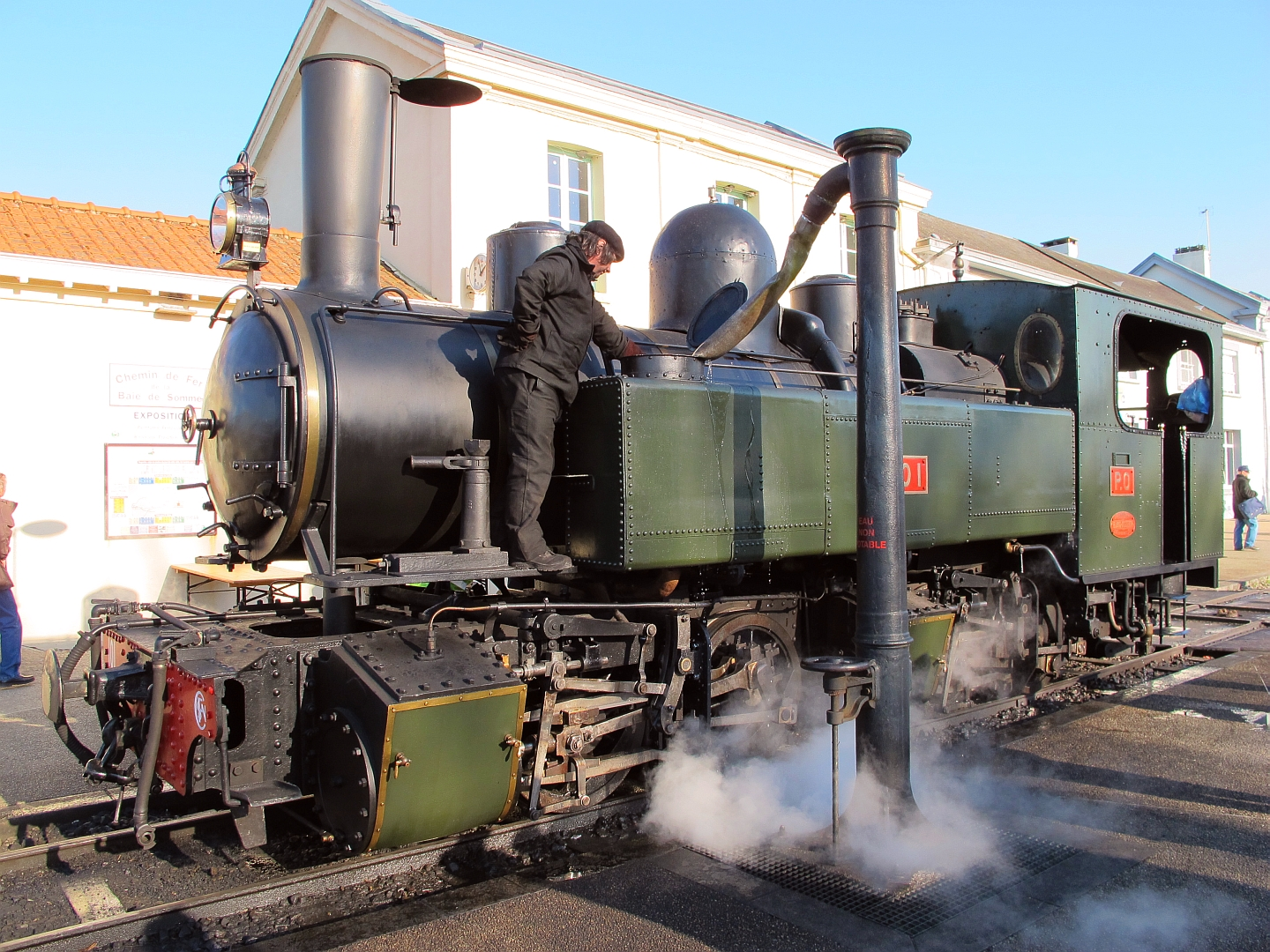
Prise d'eau sur une locomotive-tender à l'aide d'une manche à eau.

En général, une prise d'eau est formée d'un tube d'acier vertical mesurant environ 20 à 30 cm de diamètre avec un tube horizontal pivotant, raccordé à son sommet formant ainsi un bras pivotant. Lorsqu'il n'est pas utilisé, ce dernier est orienté parallèlement à la voie pour ne pas engager le gabarit. Le débit des prises d'eau dépend de la nature des installations. Lorsque des pompes sont installées, elles déterminent le débit, mais lors d'un captage naturel à une source, c'est le débit de la source qui fixe en général le débit de la prise d'eau. Ce débit pouvait aller de 1 m³ par minute dans les gares de moindre importance à 10 m³ par minute pour les grues les plus modernes.
Sur les lignes secondaires où les alimentations en eau n'exigeaient pas un débit rapide et important, les prises d'eau étaient constituées d'une colonne de fonte équipée d'un tuyau souple en textile, plus communément appelée « manche à eau ».

## Approvisionnement en eau

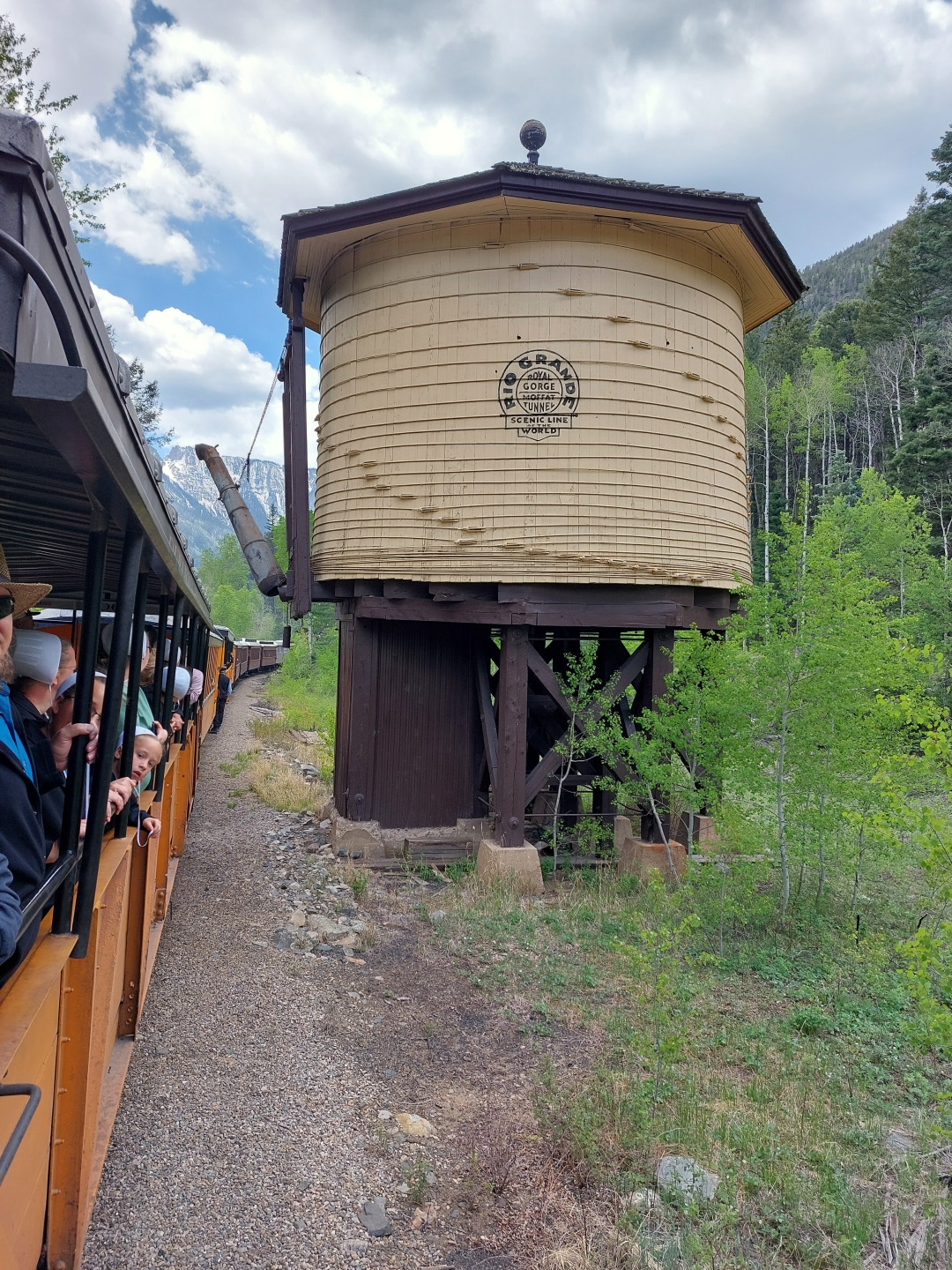
Château d'eau en bois équipé d'une prise d'eau escamotable pour le passage des trains (USA).

Dans les régions vallonnées, les cours d'eau naturels peuvent être canalisés et approvisionner la prise d'eau par gravité. Dans les régions plates, cette possibilité n'est pas applicable, aussi de l'eau doit alors être approvisionnée dans un réservoir situé à côté de la prise d'eau. La capacité des réservoirs d'eau peut varier d'un volume de 190 000 ℓ à plus de 757 000 ℓ. Dans certains cas, un puits peut être utilisé pour approvisionner le réservoir en eau.
Dépendant de la qualité de l'eau utilisée, il peut être nécessaire de la traiter chimiquement pour éliminer sa dureté qui induit la formation de tartre à l'intérieur des tubes bouilleurs de la chaudière des locomotives. L'accumulation de tartre forme un dépôt sur les surfaces de transfert thermique, ce qui isole le métal de l'eau bouillante. Cela provoque une surchauffe du métal ou sa corrosion, et éventuellement sa rupture.